# خزه ایرلندی
خزه ایرلندی که همچنین با نام خزه کاراگینان و نام علمی کوندروس کریسپوس شناخته می‌شود، یک گونه از جلبک دریایی قرمز است که به وفور در امتداد قسمت‌های صخره‌ای اقیانوس اطلس، ساحل اروپا و آمریکای شمالی یافت می‌شود. در شرایط تازه آغازیان حالتی نرم و عضروفی و رنگ زرد مایل به سبز، قرمز، تا ارغوانی تیره و قهوه‌ای مایل به ارغوانی دارد. جزء اصلی تشکیل دهنده بدن خزه ایرلندی (در حدود ۵۵٪) از پلی‌ساکارید کاراگینان تشکیل شده است. اجزا دیگر تشکیل دهنده آن نیز پروتئین در حدود ۱۰٪، مواد معدنی ۱۵٪ و همچنین ید غنی شده و گوگرد می‌باشد. این خزه تا زمانی که در آب بماند بویی مانند دریا می‌دهد و همچنین به دلیل فراوانی سلول‌های پلی‌ساکارید در آن در هنگام جوشیده شدن در آب حالت ژلاتینی به خود می‌گیرد و حجم آب را بین ۲۰ تا ۱۰۰٪ افزایش می‌دهد.